# Gerd Teßmer
Gerd Teßmer (* 21. Januar 1945 in Pelplin) ist ein deutscher Politiker (SPD).

## Leben und Beruf
Nach dem Abitur 1964 in Eberbach studierte Teßmer bis 1969 Geschichte, Geografie und Romanistik an der Universität Heidelberg und Pädagogik an der Pädagogischen Hochschule Heidelberg. Anschließend war er als Realschullehrer in Mosbach tätig. Teßmer ist verheiratet und hat zwei Kinder.

## Politik
1971 wurde Teßmer in den Gemeinderat von Binau gewählt. Im selben Jahr übernahm er den Vorsitz des SPD-Ortsvereins. Ab 1979 war er auch Vorsitzender des SPD-Kreisverbands im Neckar-Odenwald-Kreis, in dessen Kreistag er 1984 gewählt wurde. Von 1984 bis 2006 war Teßmer Mitglied des Landtags von Baden-Württemberg. Er vertrat dort stets ein Zweitmandat des Wahlkreises Neckar-Odenwald und war unter anderem Vorsitzender des Arbeitskreises Ländlicher Raum sowie agrarpolitischer Sprecher der SPD-Landtagsfraktion und Fraktionsbeauftragter für Bundeswehrangelegenheiten.